# Propicroscytus indicus
Propicroscytus indicus is een vliesvleugelig insect uit de familie Pteromalidae. De wetenschappelijke naam is voor het eerst geldig gepubliceerd in 1981 door Subba Rao.